# Niedergude
Niedergude ist ein Ortsteil der Großgemeinde Alheim im osthessischen Hersfeld-Rotenburg.

## Geographische Lage
Niedergude liegt im Stölzinger Gebirge im Nordteil des Gemeindegebiets von Alheim. Im Norden grenzt es an Obergude und im Süden an Erdpenhausen, beides Ortsteile von Alheim. Durchflossen wird es vom Fulda-Zufluss Gude. Durch das Dorf führt die Landesstraße 3304; sie verbindet die vier Dörfer des Gudegrunds: Obergude, Niedergude, Erdpenhausen und Hergershausen.

## Geschichte
Erstmals erwähnt wurde das Dorf Gude in einer Urkunde von König Otto dem Großen. Diese wurde ausgestellt am 25. Februar 960 zu Worms. Nach dem Inhalt dieser Urkunde wurden die Dörfer Gude und Solz einem Edelmann namens Thiatgaz zum Eigentum übertragen.
Mit Wirkung vom 1. August 1972 wurden Niedergude und neun andere Dörfer zur neu gegründeten Gemeinde Alheim zusammengeschlossen.
Im Jahr 2010 feierten die Niederguder zusammen mit Obergude ihr 1050-jähriges Bestehen.

## Kulturdenkmäler
- In der Liste der Kulturdenkmäler in Alheim sind für Niedergude 20 Kulturdenkmäler und die Gesamtanlage Niedergude aufgeführt.

## Vereine
Vereine in Niedergude sind die SG Gudegrund, die Freiwillige Feuerwehr, die Landfrauen, die Wieselgruppe und der Männergesangsverein.